# Józef Piłsudski
Józef Klemens Piłsudski (Zułów, 1867. december 5. – Varsó, 1935. május 12.) lengyel államférfi, marsall, tábornagy, a Második Lengyel Köztársaság első államfője (1918–1922), majd az 1926–1935 közötti tekintélyuralmi rendszer irányítója, a hadsereg vezetője. Nemesi családba született, melynek gyökerei a litván nagyfejedelemség és a Lengyel–Litván Nemzetközösség korába nyúltak vissza. Az első világháború közepétől haláláig Piłsudski komoly befolyással bírt a lengyel politikára, és fontos alakja volt az európai politikának is. Nagymértékben neki köszönhető, hogy Lengyelország 1918-ban, felosztása után 123 évvel visszanyerte a tényleges állami létét.

## Életrajza

### Fiatalkora

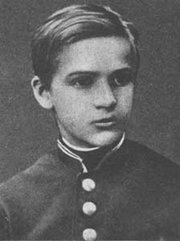
Piłsudski diákkorában

Józef Pilsudski 1867. december 5-én született a család földbirtokán Zulówban (ma Zalavas, Litvánia). A terület a Lengyel–Litván Unió felosztását megelőzően a Litván Nagyfejedelemség része volt. Az elszegényedett nemesi család a lengyel hazafias hagyományokat ápolta, és lengyeleknek vagy ellengyelesedett litvánoknak tartották őket. A család második fiúgyermeke volt Józef. A wilnói (ma Vilnius) orosz gimnáziumba járt. Nem volt különösen szorgalmas tanuló. Kisfiúként édesanyja, Maria Bilewicz tanított neki lengyel történelmet és irodalmat, mely tárgyak oktatását az orosz hatóságok tiltották. A család nehezményezte az orosz kormány oroszosító politikáját. Édesapja, Józef harcolt az 1863–1864-es januári felkelésben az orosz megszállás ellen. A fiatal Józef mélységes ellenérzést táplált a kötelező orosz ortodox istentiszteletekkel szemben, és ez nem csak a cár és az Orosz Birodalom ellen szólt, hanem az egész – általa jól ismert – orosz kultúra ellen is.

### Politikai pályája
Valószínűleg már 1887-es szibériai száműzetése előtt katonának állt. Visszatértekor belépett a Szocialista Pártba, majd 1905-ben megalapította a Harci Szövetséget. Ezen szervezet a lengyel emberek katonai kiképzését és a lövészegyletek létrejöttét támogatta.
Politikai életének korai szakaszában befolyásos tagja volt a Lengyel Szocialista Pártnak, melynek később vezetője is lett. Úgy tartotta, hogy az Orosz Birodalom a lengyel függetlenség legfőbb akadálya. Lengyel légiókat hozott létre, melyek az első világháborúban az Osztrák–Magyar Monarchia és Német Császárság mellett harcoltak Oroszország ellen. 1914 szeptembere és decembere között a Lengyel Légió Körösmezőnél tartotta a frontot a támadó orosz csapatokkal szemben. A lengyel légió segítségével sikerült visszafoglalni Máramarosszigetet.
Az első világháború után a lengyel csapatok vezetésével bízták meg a lengyel–szovjet háború (1919–1921) alatt. 1923-ban, amikor a lengyel kormányban Piłsudski fő ellenfelei, a Nemzeti Demokrata Párt tagjai kerültek túlsúlyba, visszavonult az aktív politikától. Azonban 3 évvel később, 1926 májusában puccsal Lengyelország de facto diktátora lett. 1935-ös haláláig főként a hadüggyel és külüggyel foglalkozott.

### Halála
1935. május 12-én Varsóban halt meg a lengyel állam újjáteremtője, a függetlenségi harc legendás vezetője, akit sokan bíráltak, de politikájának helyességét senki sem vonta kétségbe. Ezt bizonyítja az is, hogy a későbbi kormányok az általa elindított politikát követték.

## Emlékezete
- Halála után a személyét még nagyobb tisztelet övezi. Sokan tartották életében nacionalistának, diktatúrára törőnek, de végül mindenki elismerte igaz hazafiságát, hazaszeretetét és államteremtő tevékenységének helyességét.

- Krakkóban a nevét viseli az 1937-ben a tiszteletére épített Piłsudski-halom. A Krak-, a Wanda- és a Kościuszko-halom után ez volt a negyedik emlékdombocska a városban.

- Emléktáblája a Budapest, XII. kerület Apor Vilmos tér 2. (korábban: Piłsudski és Böszörményi u. sarok) alatt található. A magyarországi lengyelek fontos emléke, illetve emlékhelye.[2]
- Mellszobra a XII. kerületi Csörsz-utcai parkban található.

## Kötete magyarul
- József Piłsudski: 1920. Válasz M. Tuchaczewski: "A visztulai hadjárat" című hadtörténelmi tanulmányára; ford. Lipcsei-Steiner Mihály; Franklin Ny., Bp., 1934

## Képgaléria

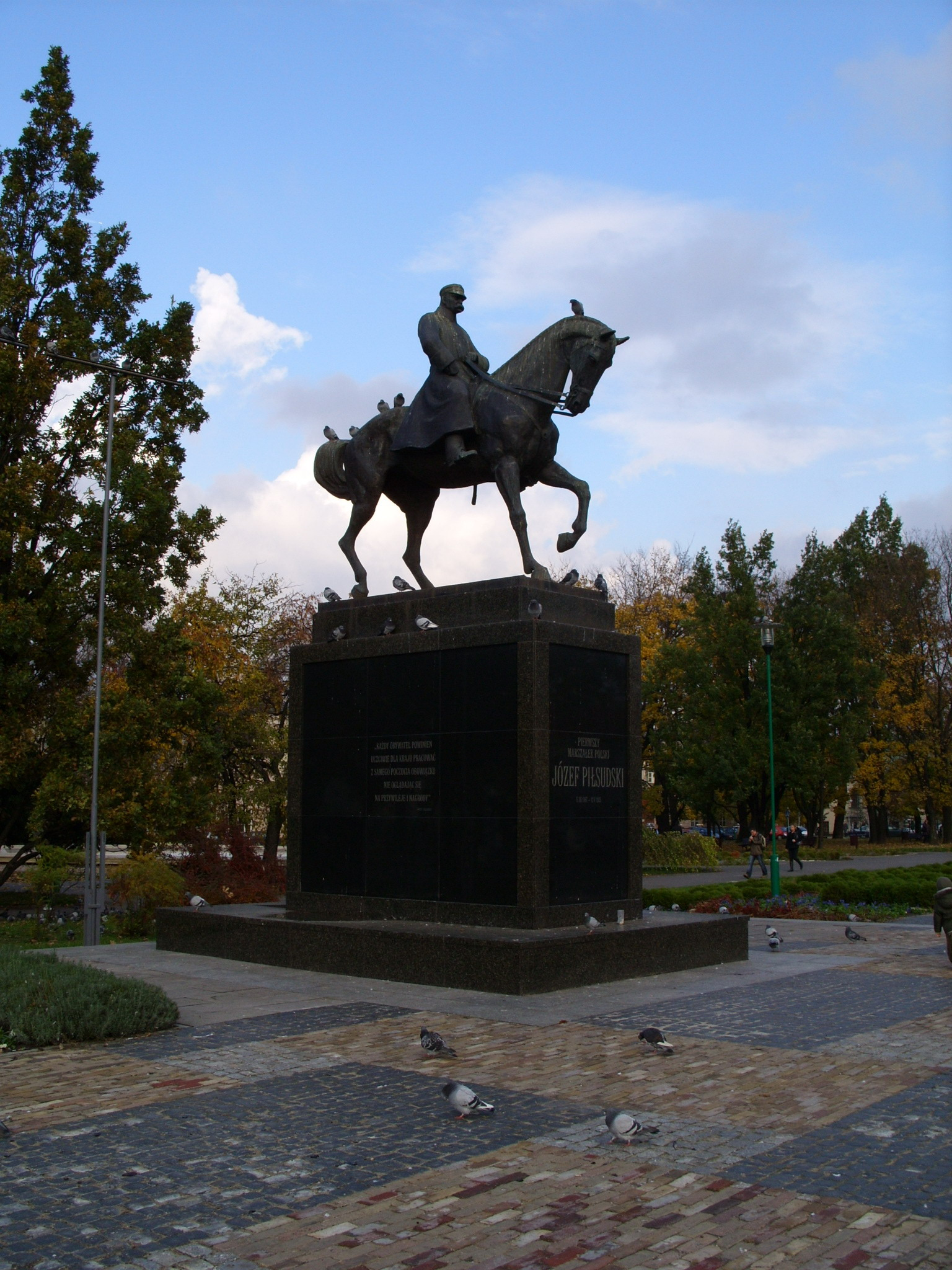
Piłsudski szobra Lublinban
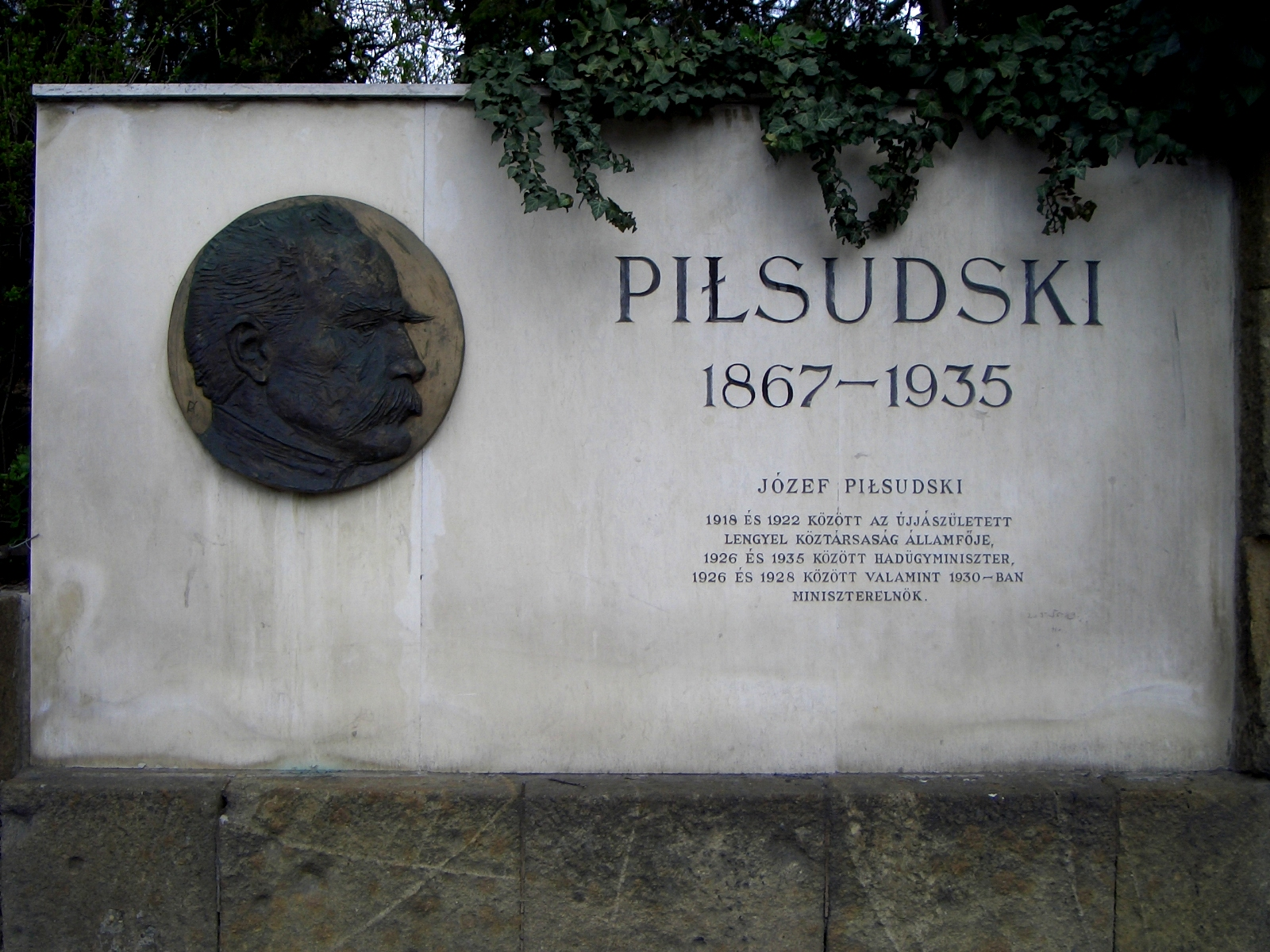
Emléktáblája a XII. kerületben
A Piłsudski család címere
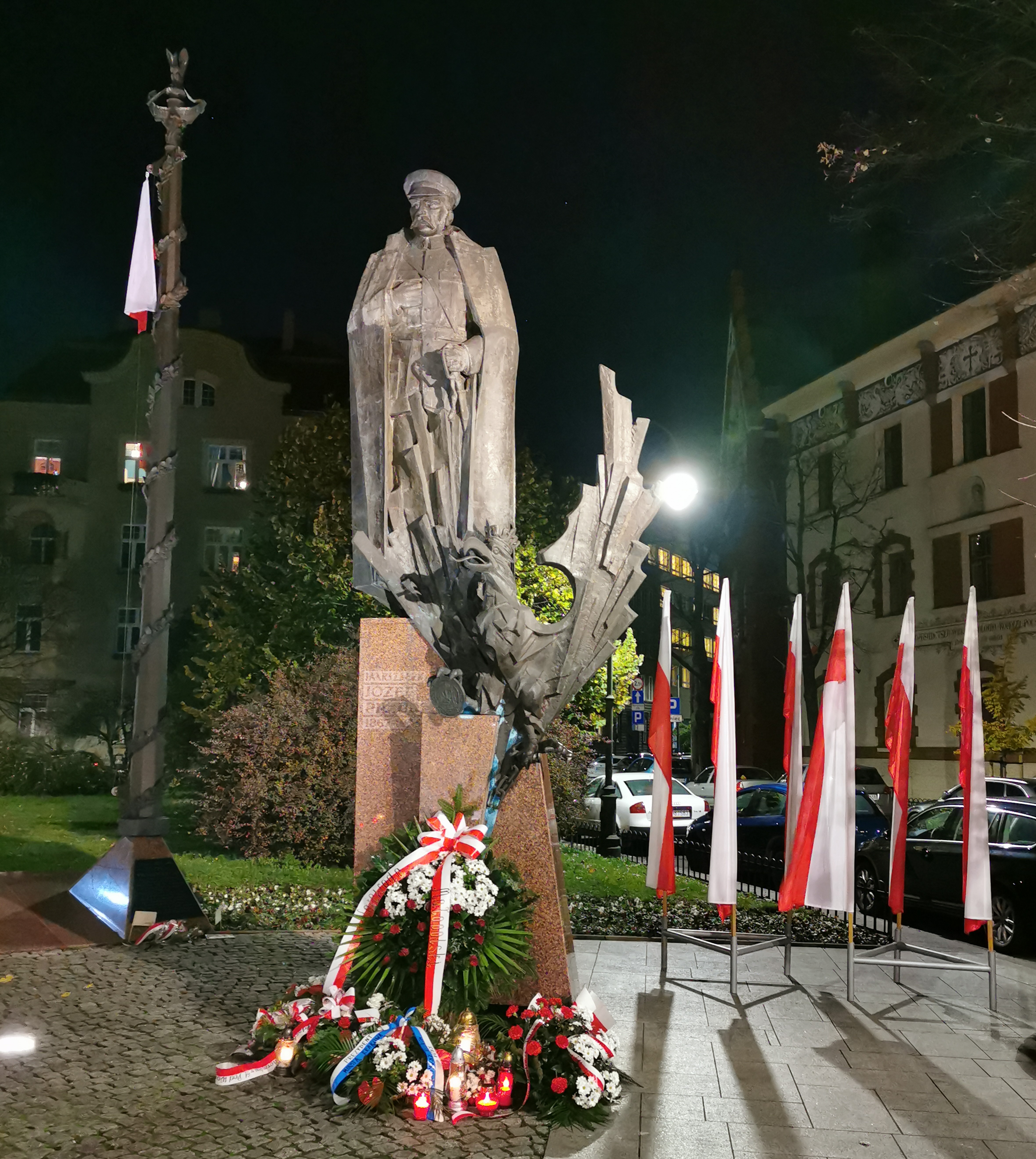
Piłsudski szobra Krakkóban
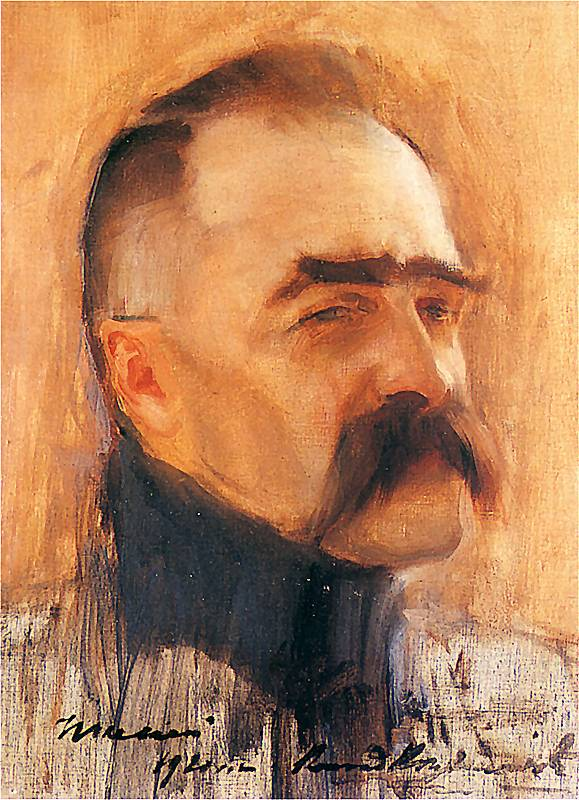
Portréja, Konrad Krzyżanowski festménye